# Сперанский, Сергей Васильевич
Серге́й Васи́льевич Спера́нский (1868 — 1930-е) — юрист, педагог, публицист, общественный деятель.

## Биография
Из семьи священнослужителя. Брат В. В. Сперанского и Н. В. Сперанского. Окончил с золотой медалью 5-ю московскую гимназию (1887). Учился на юридическом факультете Московского университета (1887—1892). После окончания курса был оставлен при университете для подготовки к профессорскому званию по кафедре административного права, командирован за границу. В Германии, Австро-Венгрии и Швейцарии Сперанский изучал проблему призрения бедных; слушал лекции в Берлинском и Тюбингенском университетах. Работал в Московском городском управлении помощником заведующего статистическим отделом, затем делопроизводителем в благотворительном отделе (1896—1902). Заведовал Статистическим бюро на Нижегородской ярмарке (1898—1901). Работал секретарём подготовительных комиссий в Московском городском управлении (1902—1905); в канцелярии Государственной думы 2-го созыва (1907). Преподавал статистику и экономическую географию в Санкт-Петербургском политехническом институте (1907—1910).
Сотрудничал в газете «Русские ведомости» (с 1911), помещая в ней, как правило, статьи по вопросам земского и городского хозяйства и народного образования. Вошёл в состав товарищества газеты (1912). 25 июня 1917 года по новому избирательному закону  избран в Московскую городскую думу по списку конституционно-демократической партии.
Работал в издательстве «М. и С. Сабашниковых» и в кооперативном издательстве «Север». Был членом «Всероссийского комитета помощи голодающим».